# 1-Brom-2-methylpropan
1-Brom-2-methylpropan (auch Isobutylbromid) ist eine chemische Verbindung aus der Gruppe der gesättigten Bromkohlenwasserstoffe und eines der isomeren Butylbromide.

## Gewinnung und Darstellung
1-Brom-2-methylpropan kann durch Reaktion von Isobutylalkohol mit Phosphor(III)-bromid dargestellt werden. Es kann in geringen Mengen auch durch Bromierung von 2-Methylpropan (Isobutan) gewonnen werden, wobei hauptsächlich 2-Brom-2-methylpropan entsteht.

## Eigenschaften
1-Brom-2-methylpropan ist eine leicht flüchtige, farblose Flüssigkeit, die sehr schwer löslich in Wasser ist.

## Sicherheitshinweise
Die Dämpfe von 1-Brom-2-methylpropan können mit Luft ein explosionsfähiges Gemisch (Flammpunkt 7 °C) bilden.